# Andrzej Seweryn
Andrzej Teodor Seweryn, född 25 april 1946 i Heilbronn, är en polsk skådespelare och regissör. Han har medverkat i ett flertal internationellt kända filmproduktioner, däribland Franska revolutionen (1989), Schindler's List (1993) och Den sista familjen (2016). Seweryn gjorde filmdebut 1965 varefter en produktiv skådespelarkarriär följde, under vilken han samarbetat med framstående polska regissörer som Andrzej Wajda och Krzysztof Zanussi. Hittills har Seweryn medverkat i över sjuttio filmer, huvudsakligen i Polen, Frankrike och Tyskland. Han en av endast tre utländska skådespelare som anlitats av den franska nationalteatern Comédie-Française i Paris. Utöver skådespeleriet arbetar Seweryn som scenisk ledare för Teatr Polski i Warszawa.
Seweryn har mottagit en rad utmärkelser under sin karriär. Bland annat tilldelades han silverbjörnen för bästa skådespelare vid filmfestivalen i Berlin 1980 för sin medverkan i filmen Dirigenten. Seweryn är gift med kulturchefen Katarzyna Kubacka, som är hans femte hustru. Han har sammanlagt tre barn, av vilka det mest kända är dottern Maria Seweryn, som han fick ihop med sin första hustru, skådespelerskan Krystyna Janda.

## Filmografi

### Skådespeleri
| År        | Titel                                | Roll                                                | Not                                                      |
| --------- | ------------------------------------ | --------------------------------------------------- | -------------------------------------------------------- |
| 1965      | Beata                                | Elev                                                | Filmdebut                                                |
| 1970      | Album polski                         | Tomek                                               |                                                          |
| 1974      | Przejście podziemne                  | Michal                                              | Kortfilm, TV-film                                        |
| 1974      | Dziewczyna i golebie                 | Stach                                               | Kortfilm, TV-film                                        |
| 1975      | Det förlovade landet                 | Maks Baum                                           |                                                          |
| 1975      | Noce i dnie                          | Anzelm Ostrzenski                                   |                                                          |
| 1975      | Opadły liście z drzew                | Smukly                                              |                                                          |
| 1975      | Zaklęte rewiry                       | Henek                                               | Röstroll                                                 |
| 1975      | Dyrektorzy                           | Krzysztof Szymczak                                  | TV-serie                                                 |
| 1976      | Obrazki z zycia                      | Författare                                          |                                                          |
| 1976      | Sein letzter Fall                    | Don                                                 | TV-film                                                  |
| 1977      | Marmormannen                         | Läsare                                              |                                                          |
| 1977      | Dluga noc poslubna                   | -                                                   | TV-film                                                  |
| 1977      | Polskie drogi                        | Sturmbannführer Kliefhorn                           | TV-serie                                                 |
| 1978      | Grancia                              | Zenon Ziembiewicz                                   |                                                          |
| 1978      | Utan bedövning                       | Jerzy Rosciszewski                                  |                                                          |
| 1978      | Noce i dnie                          | Anzelm Ostrzenski                                   | TV-serie                                                 |
| 1979      | Bestia                               | Ksiadz                                              |                                                          |
| 1979      | Roman i Magda                        | Roman Barwinski                                     |                                                          |
| 1979      | Kung-fu                              | Marek Kaminski                                      |                                                          |
| 1979      | Manchmal besucht der Neffe die Tante | -                                                   | TV-film                                                  |
| 1979      | Rodzina Polanieckich                 | Edward Bukacki                                      |                                                          |
| 1980      | Dirigenten                           | Adam Pietryk                                        |                                                          |
| 1980      | Golem                                | Doktor Creating Pernat                              |                                                          |
| 1981      | Järnmannen                           | Kapten Wirski                                       |                                                          |
| 1981      | Dziecinne pytania                    | Bogdan                                              |                                                          |
| 1981      | Peer Gynt                            | Köksmästaren, bonden på Hægstad och brudgummens far | TV-film                                                  |
| 1982      | Najdluzsza wojna nowoczesnej Europy  | Hipolit Cegielski                                   | TV-serie                                                 |
| 1982      | Roza                                 | ?                                                   |                                                          |
| 1983      | Danton                               | Bourdon                                             |                                                          |
| 1984      | Marynia                              | Zawilowski                                          |                                                          |
| 1985      | Haute Mer                            | ?                                                   | TV-film                                                  |
| 1986      | Qui trop embrasse...                 | Marc                                                |                                                          |
| 1986      | La Femme de ma vie                   | Bernard                                             |                                                          |
| 1988      | Na srebrnym globie                   | Marek                                               |                                                          |
| 1989      | Franska revolutionen                 | Maximilien de Robespierre                           |                                                          |
| 1989      | Mahabharata                          | Yudhisthira                                         | Miniserie                                                |
| 1990      | La bonne âme du Setchouan            | Wang                                                |                                                          |
| 1991      | Napoléon et l'Europe                 | Alexander I av Ryssland                             |                                                          |
| 1991      | Snärjd av vanmakt                    | Giovanni                                            |                                                          |
| 1992      | Indochine                            | Hebrard                                             |                                                          |
| 1992      | L'échange                            | ?                                                   | Kortfilm                                                 |
| 1993      | Amok                                 | Steiner                                             |                                                          |
| 1993      | Schindler's List                     | Julian Scherner                                     |                                                          |
| 1994      | Podróz na wschód                     | Jakub                                               | TV-film                                                  |
| 1994      | Le fils du cordonnier                | Célestin                                            | Miniserie                                                |
| 1994      | Printemps de feu                     | Stanislas Havlick                                   | TV-film                                                  |
| 1994      | Ohnivé jaro                          | Stanislav Havlícek                                  |                                                          |
| 1995      | Total Eclipse                        | Herr Maute De Fleurville                            |                                                          |
| 1997      | Généalogies d'un crime               | Christian                                           |                                                          |
| 1997      | Lucie Aubrac                         | Löjtnant Schlondorff                                |                                                          |
| 1998      | Billboard                            | Byråchef                                            |                                                          |
| 1999      | Med eld och svärd                    | Jeremi Wiśniowiecki                                 |                                                          |
| 1999      | Gaszcz                               | Andrzej                                             |                                                          |
| 1999      | Herr Tadeusz                         | Sedzia Soplica                                      |                                                          |
| 2000      | Prymas. trzy lata z tysiąca          | Stefan Wyszynski                                    |                                                          |
| 2001      | Ogniem i mieczem                     | Jeremi Wiśniowiecki                                 | Miniserie                                                |
| 2002      | Zemsta                               | Notarius publicus Milczek                           |                                                          |
| 2003      | Par amour                            | François                                            | TV-film                                                  |
| 2003      | Dom Juan                             | Dom Juan                                            | TV-film                                                  |
| 2004      | À ton image                          | Professor Cardoze                                   |                                                          |
| 2007      | Who Never Lived                      | Chefsläkare                                         |                                                          |
| 2007      | Cyrano de Bergerac                   | Le comte de Guiche                                  | TV-film                                                  |
| 2007      | Nattvakten                           | Piers Hasselburg                                    |                                                          |
| 2007      | Ekipa                                | Julian Szczesny                                     | TV-serie                                                 |
| 2007      | L'âge de l'amour                     | André                                               | TV-film                                                  |
| 2008      | Refug                                | Slotan                                              |                                                          |
| 2008      | Fanny                                | Panisse                                             | TV-film                                                  |
| 2008      | La Possibilité d'une île             | Slotan                                              |                                                          |
| 2009      | Les précieuses ridicules             | Mascarille, La Grange                               | TV-film                                                  |
| 2009      | 39 i pól                             | Teaterchefen                                        | TV-serie                                                 |
| 2010      | Różyczka                             | Adam Warczewski                                     |                                                          |
| 2011      | Uwikłanie                            | Witold                                              |                                                          |
| 2012      | Det här är bara början               | Marcellin                                           | Krediterad som "Andrzej Seweryn de la Comédie Française" |
| 2012      | 11 settembre 1683                    | Jan Andrzej Morsztyn                                |                                                          |
| 2013      | Sep                                  | Reatorski                                           |                                                          |
| 2014      | Zblizenia                            | Andrzej Milewski                                    |                                                          |
| 2015      | Anatomia zla                         | Roman Szerepeta                                     |                                                          |
| 2016      | Den sista familjen                   | Zdzislaw Beksinski                                  |                                                          |
| 2016      | Artysci                              | Klimek                                              | TV-serie                                                 |
| 2017      | Ucho Prezesa                         | Utbildningsminister Jaroslaw                        |                                                          |
| 2018      | Rojst                                | Witold Wanycz                                       |                                                          |
| 2018      | Nielegalni                           | Hans Jorgensen                                      | TV-serie                                                 |
| 1971-2019 | Television Theater                   | Olika                                               | TV-serie                                                 |
| 2019      | Solid Gold                           | Tadeusz Kawecki                                     |                                                          |
| 2019      | Czarny Mercedes                      | Greve Leon Przewiedzki                              |                                                          |
| 2020      | Zieja                                | Jan Zieja                                           |                                                          |
| 2020      | Laila in Haifa                       | Andre                                               |                                                          |
| 2020      | Bez skrupulów                        | Tadeusz Kawecki                                     |                                                          |
| 2020      | Król                                 | Jerzy Ziembinski                                    | TV-serie                                                 |

### Regi
| År        | Titel                 | Krediterad som | Krediterad som | Krediterad som | Krediterad som | Noter    |
| År        | Titel                 | Regissör       | Producent      | Manus          | Klippning      | Noter    |
| --------- | --------------------- | -------------- | -------------- | -------------- | -------------- | -------- |
| 2006      | Kto nigdy nie zyl     | Ja             |                |                |                |          |
| 2002-2019 | Television Theater    | Ja             |                | Ja             |                | TV-serie |
| 2021      | Teatr Polskiego Radia | Ja             |                |                |                | TV-serie |

## Priser och utmärkelser
1980 – Silverbjörnen för bästa manliga skådespeleri l i Dirigenten
2004 – Atlas Award
2016  – Leoparden för bästa skådespelare i Den sista familjen
2016 –  Onet Award
2017 – Eagle Award för bästa skådespelare i Den sista familjen